# Підземне сховище газу Мондарра
Підземне сховище газу Мондарра (Mondarra) — інфраструктурний об'єкт газової промисловості на заході Австралії.
Сховище створили на основі виснаженого дрібного газового родовища Мондарра, розробка якого тривала з 1972 по 1994 роки, коли через єдину свердловину вилучили 0,69 млрд м3 блакитного палива.
Певний час сховище мало об'єм лише 0,08 млрд м3, проте унаслідок кількох етапів розширення цей показник збільшили до 0,48 млрд м3, а кількість свердловин зросла до трьох. Добова пропускна здатність сховища наразі становить 1,86 млн м3 на закачування та 4 млн м3 на відбір.
Зберігання газу відбувається на глибині у 2700 метрів у пісковиковому резервуарі, герметичність якого забезпечує сланцева покрівля.
Сполучення з газотранспортною системою забезпечують трубопроводи Дампір – Банбері та Донгара – Пінджарра. Первісно видача газу була можливою лише до останнього, проте після найбільшої модернізації, що припала на першу половину 2010-х, облаштували видачу і до Дампір — Банбері.